# Pečat (časopis)
Pečat je bio časopis koji je pokrenuo i uređivao Miroslav Krleža s grupom intelektualaca u Zagrebu 1939.

## Društveno-kulturni značaj
Pečat je izlazio u Zagrebu u dva godišta od 1939. s podnaslovom "Književni mjesečnik za umjetnost, nauku i sve kulturne probleme". Pokrenuo ga je Krleža s grupom intelektualaca (Mijo Mirković, Slavko Batušić, Ljubo Babić, Krsto Hegedušić, Zvonimir Richtmann i drugi. Poslije se uključuju i mlađi: Petar Šegedin, Marijan Matković, Ranko Marinković. Odgovorni urednik bio je Drago Ibler. List je posebno označio vrijeme tzv. sukoba na književnoj ljevici.
U brojevima 8–9 objavljen je i poznati Krležin antidogmatski esej Dijalektički antibarbarus.